# Nikolaj Kibalčič
Nikolaj Ivanovič Kibalčič (rusky Николай Иванович Кибальчич; 19.jul./ 31. října 1853greg., Korop, Ruské impérium – 3.jul./ 15. dubna 1881greg., Petrohrad, Ruské impérium) byl ruský revolucionář, spolupracovník atentátu na Alexandra II., člen organizace Narodnaja volja a vynálezce.

## Životopis

### Mládí
Nikolaj Kibalčič se narodil v Koropě jako syn popa. Studoval na Petrohradské univerzitě inženýrství a zabýval se myšlenkou letadla na reaktivní pohon.

### Revolucionář
V roce 1875 byl Kibalčič zatčen za půjčování zakázaných knih a odsouzen na 3 roky vězení.

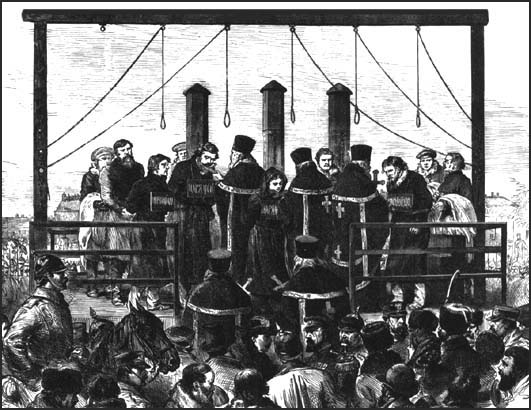
Poprava Nikolaje Kibalčiče

Po propuštění se připojil k organizaci Narodnaja volja. Roku 1881 začalo několik členů v čele s Ignacym Hryniewieckým organizovat atentát na cara Alexandra II. Kibalčič se k nim připojil a zhotovil pokusné výbušniny kombinací nitroglycerinu a nitrocelulózy. Bomby byly testované v předměstském parku. Dvě bomby sice selhaly, jedna však přesto explodovala.
Atentát se uskutečnil 13. března 1881 a díky Hryniewieckému byl úspěšný. Po atentátu byl zatčen jeden z atentátníků Nikolaj Rysakov, který poté udal své spoluspiklence.
Kibalčič byl spolu s ostatními za zhotovení vražedné bomby odsouzen k trestu smrti. Ve vězení vypracoval projekt, který nazval "Projekt vzduchoplaveckého přístroje od bývalého posluchače vysoké školy dopravního inženýrství Nikolaje Ivanovice Kibalčiče, člena ruské revoluční strany", v němž obhajoval letadlo poháněné reaktivním pohonem. Dovolával se cara a členů vlády, aby byl jeho rozsudek změněn, aby mohl dokončit vědeckou práci. Žádost však byla ignorována, a tak byl 13. března 1881 se svými spoluspiklenci popraven.

## Odkaz
Jeho práce byla na dlouhou dobu zavřena v trezoru a na světlo se dostala teprve roku 1918.
Již roku 1891 publikoval podobné myšlenky německý inženýr Hermann Ganswindt. Po druhé světové válce navrhoval matematik Stan Ulam stíhačky na nukleární pohon v Projektu Orion.
Mezinárodní astronomická unie pojmenovala podle Kibalčiče jeden z měsíčních kráterů.